# Европско првенство у атлетици на отвореном 1946 — бацање копља за жене
Такмичење у бацању колља у женској конкуренцији на 3. Европском првенству у атлетици 1946. одржано је 24. августа  на стадиону Бислет у Ослу.
Титулу освојену у Пааризу 1938, није бранила Лиза Гелијус из Немачке.

## Земље учеснице
Учествовало је 13 такмичарки из 9 земаља. 
1. Данска (1)
2. Мађарска (1)
3. Норвешка (1)
4. Пољска (2)
5. Совјетски Савез (2)
6. Уједињено Краљевство (1)
7. Финска (1)
8. Холандија (2)
9. Шведска (1)

## Рекорди
| Рекорди пре почетка Европског првенства 1946.     | Рекорди пре почетка Европског првенства 1946. | Рекорди пре почетка Европског првенства 1946. | Рекорди пре почетка Европског првенства 1946. | Рекорди пре почетка Европског првенства 1946. |
| ------------------------------------------------- | --------------------------------------------- | --------------------------------------------- | --------------------------------------------- | --------------------------------------------- |
| Светски рекорд                                    | Људмила Анокина СССР                          | 48,39                                         | Кијев, СССР                                   | 15. септембар 1945.                           |
| Светски рекорд                                    | Алализа Штајнхојер Немачка                    | 47,24                                         | Франкфурт, Немачка                            | 21. јух 1942.                                 |
| Европски рекорд                                   | Људмила Анокина СССР                          | 48,39                                         | Кијев, СССР                                   | 15. септембар 1945.                           |
| Европски рекорд                                   | Алализа Штајнхојер Немачка                    | 47,24                                         | Франкфурт, Немачка                            | 21. јух 1942.                                 |
| Рекорди европских првенстава                      | Лиза Гелијус Немачка                          | 45,58                                         | Беч, Аустрија                                 | 18. септембар 1938.                           |
| Рекорди после завршетка Европског првенства 1946. |                                               |                                               |                                               |                                               |
| Рекорди Европских првенстава                      | Клавдија Мајуча Совјетски Савез               | 46,25                                         | Осло Норвешка                                 | 24. август 1946.                              |

## Освајачи медаља
|                      |                      |                         |
| Клавдија Мајуча СССР | Људмила Анокина СССР | Јохана Конинг Холандија |

## Резултати

### Квалификације
У квалификацијама одржаним 24. августа норма за финале изнпсила је 36 метара, коју је испунило 8 такмичарки (КВ).
| Место | Атлетичарка       | Земља                | Резултат | Бел.    |
| ----- | ----------------- | -------------------- | -------- | ------- |
| 1.    | Клавдија Мајуча   | Совјетски Савез      | 45,90    | КВ, РЕП |
| 2.    | Јохана Конинг     | Холандија            | 44,28    | КВ, ЛР  |
| 3.    | Људмила Анокина   | Совјетски Савез      | 39,74    | КВ      |
| 4.    | Марија Квањевска  | Пољска               | 37,39    | КВ      |
| 5.    | Марија Рохонци    | Мађарска             | 37,04    | КВ      |
| 6.    | Регина Марјанен   | Финска               | 36,59    | КВ, ЛР  |
| 7.    | Ели Дамерс        | Холандија            | 36,34    |         |
| 8.    | Хелена Стахович   | Пољска               | 36,21    | КВ, ЛР  |
| 9.    | Стела Мелгорд     | Данска               | 35,31    | ЛР      |
| 10.   | Dagny Carlsson    | Шведска              | 35,28    | ЛР      |
| 11.   | Матилда Регдански | Мађарска             | 34,91    | ЛР      |
| 12.   | Ан Мари Опсан     | Норвешка             | 34,91    | ЛР      |
| 13.   | Кетлин Дајер Тили | Уједињено Краљевство | 26,05    | ЛР      |

### Финале
| Пласман | Такмичарка       | Земља     | Резултат | Белешке |
| ------- | ---------------- | --------- | -------- | ------- |
|         | Клавдија Мајуча  | Француска | 46,25    | РЕП, ЛР |
|         | Људмила Анокина  | СССР      | 45,84    |         |
|         | Јохана Конинг    | Холандија | 43,24    |         |
| 4.      | Ели Дамерс       | Холандија | 41,16    | ЛР      |
| 5.      | Марија Рохонци   | Мађарска  | 40,66    | ЛР      |
| 6.      | Марија Квањевска | Пољска    | 38,57    |         |
| 7.      | Регина Марјанен  | Финска    | 36,34    |         |
| 8.      | Хелена Стахович  | Пољска    | 35,52    |         |

## Укупни биланс медаља у скоку увис за жене после 3. Европског првенства 1938—1946.[4]
|    | Земља           | Злато | Сребро | Бронза | Укупно |
| -- | --------------- | ----- | ------ | ------ | ------ |
| 1. | Немачка         | 1     | 1      | 1      | 3      |
| 2. | Совјетски Савез | 1     | 1      | 0      | 2      |
| 3. | Холандија       | 0     | 0      | 1      | 1      |
|    | Укупно {3}      | 2     | 2      | 2      | 6      |

|                                       | Земља                                 | Злато                                 | Сребро                                | Бронза                                | Укупно                                |
| Није био вишеструких освајача медаља. | Није био вишеструких освајача медаља. | Није био вишеструких освајача медаља. | Није био вишеструких освајача медаља. | Није био вишеструких освајача медаља. | Није био вишеструких освајача медаља. |
| ------------------------------------- | ------------------------------------- | ------------------------------------- | ------------------------------------- | ------------------------------------- | ------------------------------------- |